# 黄细花
黄细花（1966年—），江西上高人，汉族，中华人民共和国政治人物，第十、十一、十二、十三届全国人民代表大会广东地区代表。
毕业于江西农业大学土壤专业。加入中国共产党。历任广东省惠州市旅游局局长，惠州市人民政府副秘书长，西藏自治区林芝市人民政府副市长（援藏），广东省惠州市人大常委会副主任，广东省旅游控股集团有限公司党委副书记、总经理，中共惠州市委常委、市委宣传部部长。
担任全国人大代表期间，黄细花曾主张取消生育限制、全面放开生育。